# Königsstuhl (Rügen)

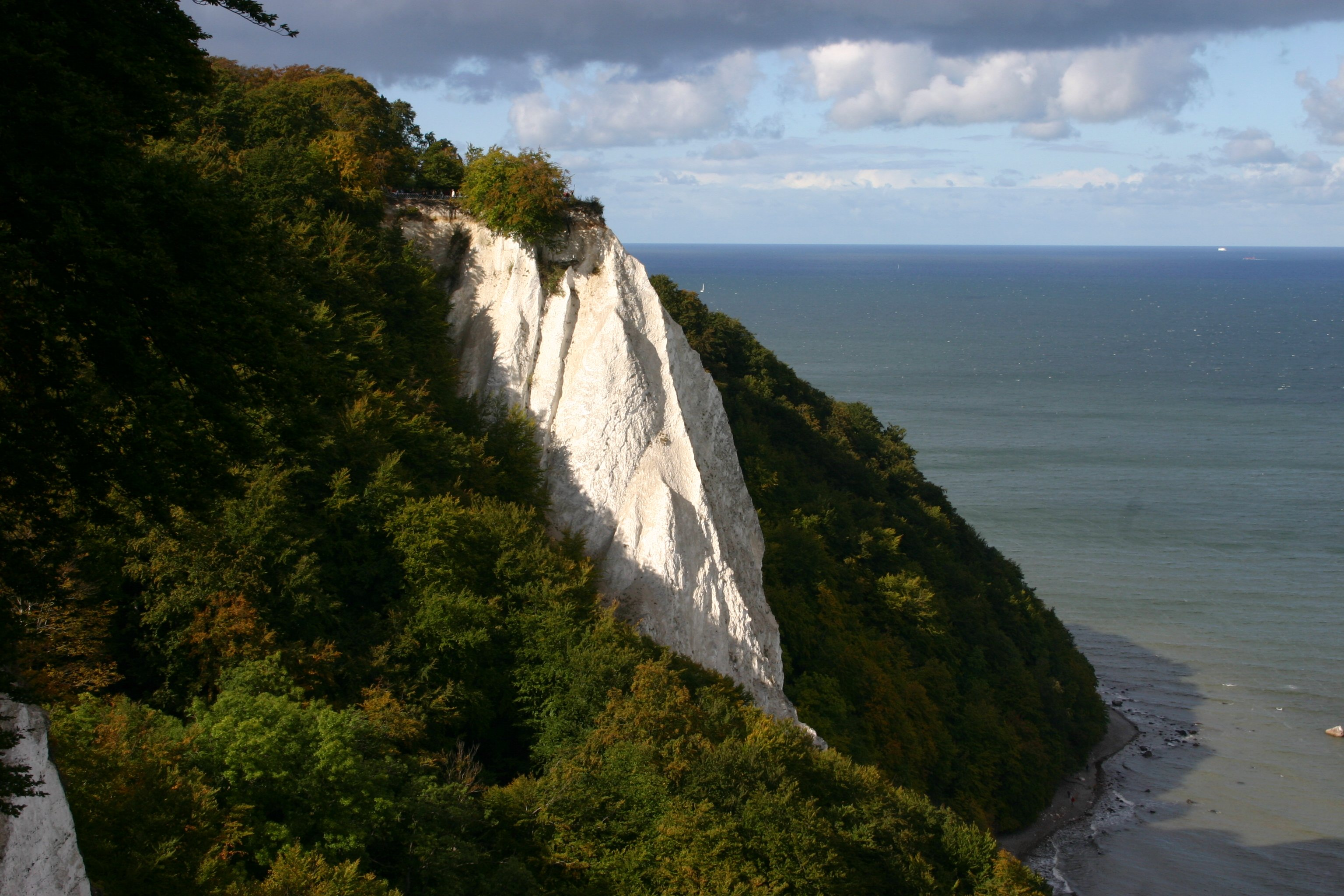
Königsstuhl

Königsstuhl este o stâncă de cretă înaltă de 118 m, fiind un punct de atracție renumit în Parcul național Jasmund de pe insula Rügen din Marea Baltică.